# Luis Lucio Lobato
Luis Lucio Lobato Espronceda (Toledo, 1920 - Madrid, 2001) fue un dirigente comunista español. 

## Biografía
Ingresó en el PCE el 1937 y con 17 años participó en la guerra civil con el cargo de Comisario Político con la llamada "quinta del biberón". Formó parte de su comité central y de su comité ejecutivo.
En 1944 fue arrestado por primera vez, y encarcelado por el tribunal de Orden Público en 1953 en Santander. Después cumplió condenas en los penales de Alcalá de Henares, Ocaña y Burgos; no participó en la Fuga de Segovia de 1976, como ningún otro preso del PCE dado que con la muerte de Franco se intuían los cambios políticos que se producirían. Salió de prisión con la primera amnistía de julio de 1976 tras 26 años de estancia en las cárceles franquistas y fue el preso político que más años totales, en distintos períodos, estuvo encarcelado (Marcos Ana 23 años de continuo). Santoña, Burgos, Zamora, Soria, Segovia y finalmente Carabanchel, son algunas de las cárceles en las que estuvo. El día de su liberación lo hizo junto a otro destacado comunista, Simón Sánchez Montero.
Fue candidato por el PCE en las elecciones generales de 1977 por la provincia de Toledo. Su mujer Dulcinea Bellido, afiliada al PCE con 17 años en pleno franquismo, fue miembro igualmente del Comité Central del PCE y, en una doble lucha política como comunista y como mujer, una de las pioneras en la construcción del feminismo en España en los años 60 y 70 con el Movimiento Democrático de Mujeres.